# Grundstücks- und Gebäudewirtschafts-Gesellschaft Chemnitz
Die Grundstücks- und Gebäudewirtschafts-Gesellschaft m.b.H. – kurz GGG – ist eine kommunale Wohnungsgesellschaft mit Sitz in Chemnitz, welche als 100-prozentige Tochtergesellschaft der Stadt Chemnitz mehr als 26 000 Wohnungen im eigenen Bestand bewirtschaftet und damit das größte Chemnitzer und zweitgrößte sächsische Wohnungsunternehmen ist. 

## Geschichte
Die Ursprünge der GGG gehen auf den 1928 gegründeten Wohnhausbau Chemnitz zurück, welcher 1959 in Kommunale Wohnungsverwaltung Karl-Marx-Stadt umbenannt wurde. Von 1972 bis 1990 trug das Unternehmen den Namen VEB Gebäudewirtschaft Karl-Marx-Stadt, unter ihrem heutigen Namen wurde sie am 17. April 1990 ins Handelsregister (Amtsgericht Chemnitz HRB 4) eingetragen. 
Unternehmensgegenstand ist laut Eintrag u. a.: Die „Vorbereitung, Planung und Durchführung von kommunalen Bauvorhaben im Stadtgebiet Chemnitz, […] Durchführung von Infrastrukturverbesserungsmaßnahmen; Vorbereitung und Durchführung von Bauvorhaben als Bauherr im eigenen Namen für eigene oder für fremde Rechnung […] Betreibung ausgewählter Immobilien der Stadt Chemnitz, insbesondere in den Bereichen Sport, Kultur und Gewerbe […]“.

## Unternehmen
Die GGG wies im Jahr 2017 eine Bilanzsumme von 980 Mio. € auf; bei einem Eigenkapital von 549 Mio. € wurde ein Jahresüberschuss von 20,932 Mio. € erwirtschaftet. Neben den eigenen Wohnungen wurden im Jahr 2017 weitere 716 Wohneinheiten für Dritte verwaltet.
Unter dem Dach der GGG existieren folgende sechs Tochtergesellschaften:
- Projektierungs- und Verwaltungsgesellschaft Tietz Chemnitz mbH, Chemnitz (kurz TIETZ)
- Projektierungs- und Verwaltungsgesellschaft Schocken Chemnitz mbH, Chemnitz (kurz SCHOCKEN)
- Röhrsdorfer Wohnungsbauförderungsgesellschaft mbH, Chemnitz (kurz RWF)
- wohnen in chemnitz gmbh, Chemnitz (kurz wic)
- Chemnitzer Wohn- und Heimstätten-Gesellschaft mit beschränkter Haftung, Chemnitz (kurz CWH)
- KommunalBau Chemnitz GmbH (kurz KBC)

Die durchschnittliche Wohnungsmiete erhöhte sich 2017 im Vergleich zum Vorjahr von 4,75 €/m² auf 4,89 €/m² (2015: 4,72 €/m²).